# Alfred Drexel
Alfred Drexel (* 2. Dezember 1900 in Türkheim; † 8. Juni 1934 am Nanga Parbat) war ein deutscher Bergsteiger, der als Maschinenbauingenieur bei der Deutschen Reichsbahn arbeitete.

## Leben
Drexel wurde als Sohn des Bahnhofsvorstehers Otto Drexel aus Tussenhausen und dessen Ehefrau Maria, einer Tochter des Türkheimer Posthalters Anton Wiedemann, geboren. Die Familie wohnte im ersten Stock des Dienstgebäudes im Türkheimer Bahnhof, wo Otto Drexel als Oberinspektor der Bayerischen Staatseisenbahnen das Amt des Bahnhofsvorstehers innehatte. In den folgenden Jahren kamen zwei Schwestern und ein Bruder zur Welt. Mit dem Vater und dem Bruder Hans lernte Alfred Drexel als Kind die oberbayerischen und Allgäuer Berge kennen, ehe er zum Studium nach München ging.

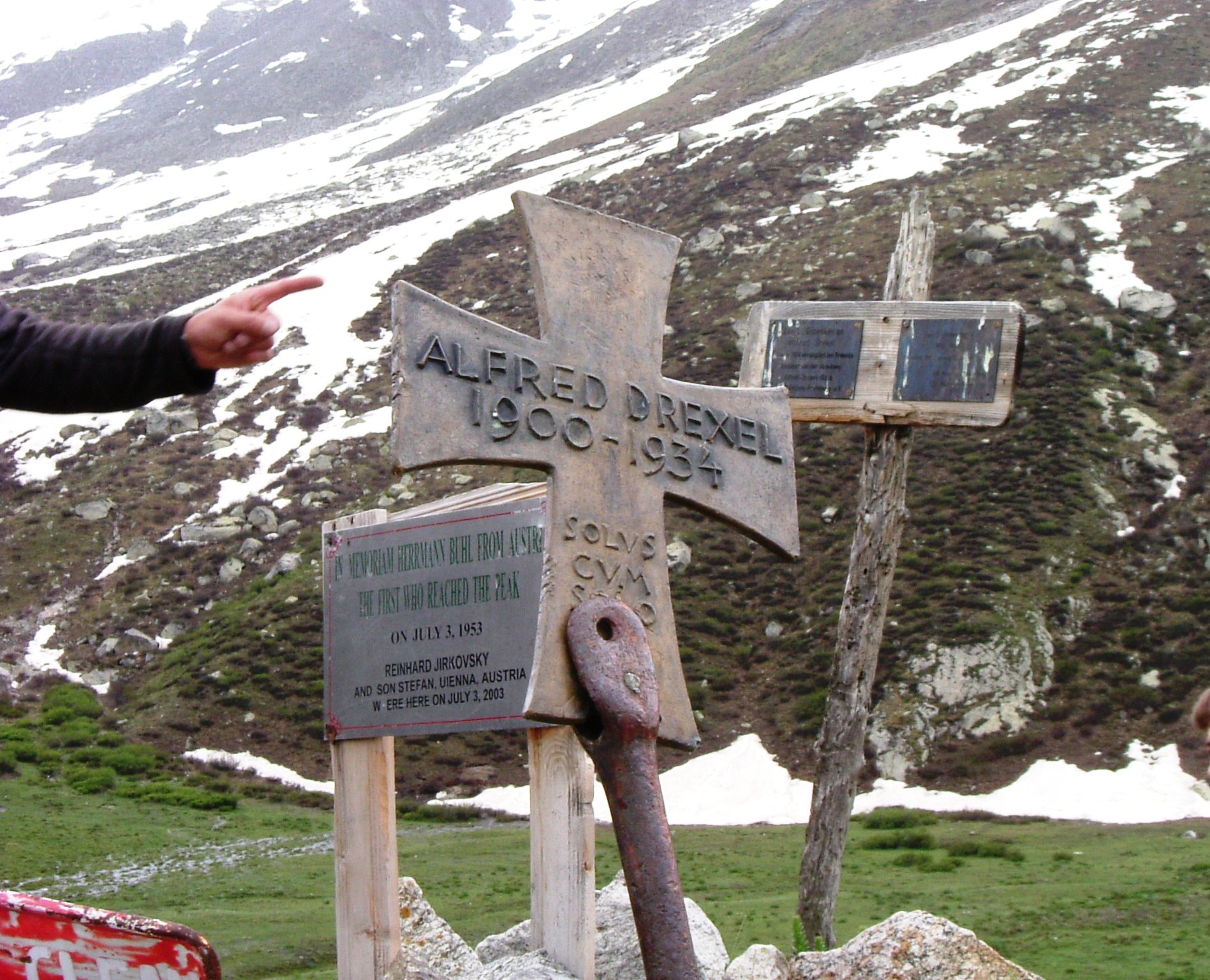
Gedenkkreuz am Nanga Parbat (2005)

Nach dem Studienabschluss mit dem akademischen Grad eines Diplom-Ingenieurs ging Drexel in den Staatsdienst bei der Deutschen Reichsbahn, wo er zuletzt im Rang eines Reichsbahnrats als Leiter der Technischen Abteilung des Reichsbahn-Ausbesserungswerks München-Freimann tätig war. Er wohnte im ersten Obergeschoss des Hauses Occamstraße 23 in Schwabing.
1925 trat er der Akademischen Sektion München des Deutschen und Ötsrreichischen Alpenvereins bei. 1929 wurde er zum 1. Vorsitzenden der Sektion gewählt und berichtete erstmals im Jahresbericht 1930. Am 24. Juli 1931 hielt er einen Vortrag über „Winterliche Zugspitzfahrten von einst und jetzt“.
Drexel kletterte in den Bergen unter anderem mit Leo Rittler und Hermann Rudy, mit Willo Welzenbach verband ihn eine Freundschaft.
Alfred Drexel starb an der „Märchenwiese“ im Lager II der Deutschen Nanga-Parbat-Expedition 1934, vermutlich an einem durch Höhenkrankheit verursachten Lungenödem, und wurde dort begraben.

## Ehrungen
Nach Alfred Drexel sind Straßen in München und in seinem Geburtsort Türkheim benannt – dort verbindet die Alfred-Drexel-Straße die Ortsteile Türkheim-Bahnhof und Türkheim. Ebenfalls nach ihm benannt ist das Alfred-Drexel-Haus bei Samerberg, eine Berghütte des Eisenbahn-Sportvereins ESV München-Freimann. Auf dem Gelände des Ausbesserungswerks Freimann wurde 1935 ein Denkmal errichtet, das an ihn und die weiteren Todesopfer der Expedition erinnert, auch an die sechs einheimischen Träger.